# 阿伯丁 (马里兰州)
阿伯丁（英語：Aberdeen）是美国马里兰州哈福德縣的一座城市。根据2020年美國人口普查，共有人口16,254人。
美國陸軍在此設有阿伯丁試驗場（Aberdeen Proving Ground）。